# Navigationsljus

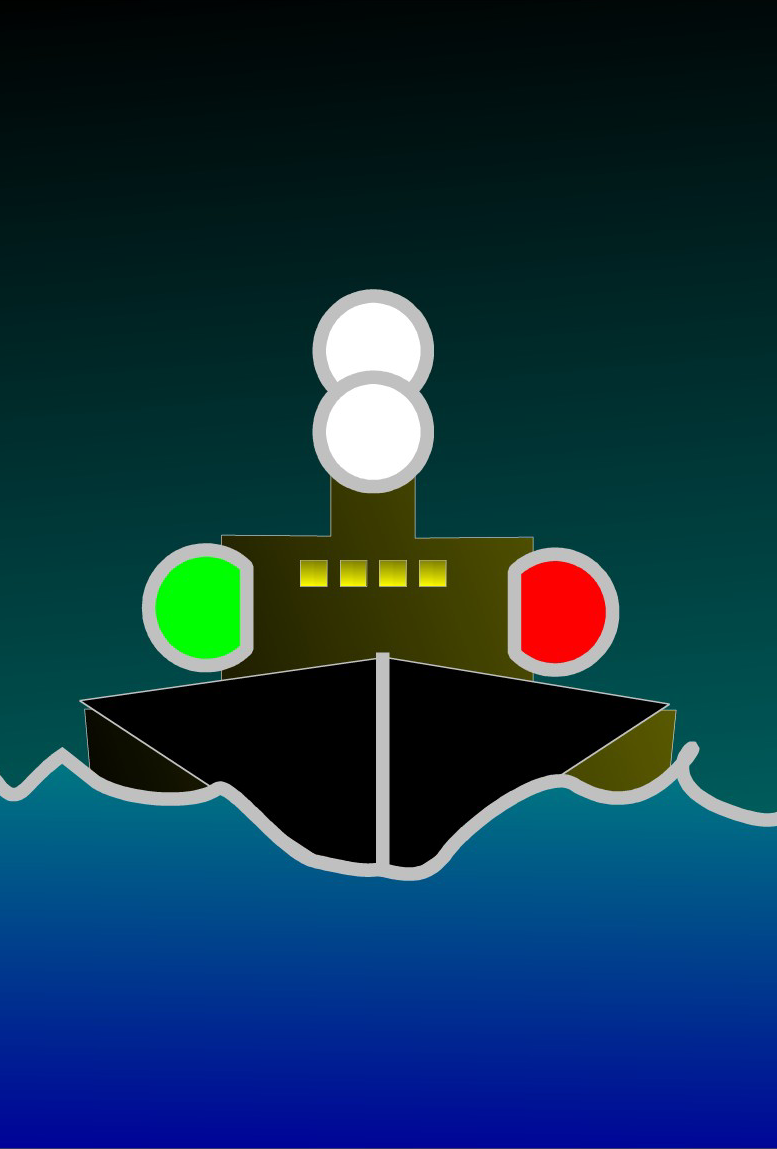
Större maskindrivet fartyg sett förifrån på natten.

Navigationssljus används inom luftfart och sjöfart för att synliggöra en farkosts typ, färdriktning och storleksklass för andra farkoster för att i första hand undvika kollisioner. På fartyg och båtar benämns de också skeppsljus, till den del de förs under gång för att visa kurs för gångljus. Lamporna som används kallas ofta lanternor.

## Navigationsljus inom sjöfart
Reglerna för navigationsljus på vattenfarkoster är internationellt fastställda i sjövägsreglerna och gäller över så gott som hela världen. I inre farvatten och vad gäller speciella farkoster kan reglerna dock variera enligt nationell lagstiftning.
Navigationsljusens funktion är att i mörker och nedsatt sikt synliggöra en farkost och dess typ, färdriktning och storleksklass för andra farkoster för att undvika kollisioner. Den viktigaste skillnaden mellan farkosttyperna gäller maskindrivna fartyg kontra seglande fartyg och fartyg som av vissa orsaker inte kan väja i normal ordning. Segelbåtar räknas som maskindrivna fartyg då motorn används, oberoende av om också segel används.
De viktigaste navigationsljusen visar vitt, grönt eller rött ljus inom strikta ljusvinklar i horisontalplanet. Vissa av ljusen visar gult eller blått ljus. Ljusets färg och styrka, lanternans placering och andra detaljer är också reglerade. Numera används främst elektriska lampor.
Navigationsljusen är inte till någon del avsedda att lysa upp själva farkosten eller vattenområdet omkring farkosten, utan enbart för att synliggöra den egna farkosten för andra farkoster. Vid sidan av navigationsljusen kan däcksljus respektive strålkastare användas för de förstnämnda ändamålen, men får inte användas så att lanternorna blir svårare att iaktta. Däcksljus kan användas som komplement till lanternorna av fartyg för ankar eller på grund och strålkastare kan användas för att visa speciella omständigheter, såsom bogsering, segel eller faror, då navigationsljus för ändamålet inte finns eller inte bedöms tillräckliga.
Olika regler gäller för vilka navigationsljus som ska vara tända om farkosten är under gång och framförs med egen maskin, om det ligger för ankar, om det utför en speciell manöver, en speciell aktivitet, om det står på grund eller om det bogseras. Regelverket för lanternor inbegriper också vilken typ av navigationsljus som ska användas för olika farkoster och hur de skall placeras i horisontalplanet och i höjdled.

### Navigationsljusens användning
Navigationsljusen skall vara tända från solnedgång till soluppgång. De skall också användas vid nedsatt sikt. Båt som endast används i dagsljus, behöver ej vara utrustad med navigationsljus.
I svenskt inre vatten (skärgårdsområden) behöver navigationsljus inte vara tända under skymning och gryning, om farkosten också annars syns tillräckligt väl. Båt som för eller visar endast ett vitt runtlysande ljus eller en ficklampa, är i svenskt inre farvatten skyldig att hålla väl ur vägen för annan sjötrafik. Dessa undantag gäller inte längs kusterna utanför skärgården, på öppet hav eller till exempel i Finlands inre farvatten.

### Navigationsljusens placering och ljusvinklar
Navigationsljusens lysvinklar, placering och lysvidd är noga reglerad i internationella avtal ("sjövägsreglerna") och nationella bestämmelser, se till exempel svenska sjöfartsverkets Sjötrafikföreskrifter. Det är på befälhavarens ansvar att se till att de följer reglerna; båtar saluförs ofta med skymda, felplacerade eller på annat sätt felaktiga navigationsljus. Det är väsentligt att lanternor och montage godkända endast för långsamma båtar eller i inre farvatten inte används då undantagen inte gäller.
Sjöflygplan, hydroplan, amfibiebilar, ubåtar etc. är skyldiga att föra navigationsljus enligt samma normer som vanliga fartyg då de befinner sig på vattenytan. Vissa av dessa har speciella ljus eller lättnader vad gäller placeringen.
Eftersom lysdiodslampor använder betydligt mindre ström än glödlampor har de blivit populära i båtar, där tillgången på ström är begränsad. Då man installerar lysdiodlampor som navigationsljus bör man dock ha klart för sig hur det påverkar ljusens ljusvinklar, färg, ljusstyrka etcetera. Lanternan är vanligen godkänd bara med en viss typ av ljuskälla. Många av de lösningar som saluförs är tvivelaktiga.
Glödlampor avsedda för navigationsljus har ofta en smal glödtråd, varvid det är lätt att säkerställa korrekta lysvinklar. Motsvarande diodlampor kan ha dioderna fästa en bit från lampans mittlinje, varvid de kan synas i en större sektor än avsett. Lysdioder lyser vanligen i ett smalt spektrum (endast en viss färg), vilket kan ge oväntade effekter då de lyser genom färgat glas. Diodlampan har vanligen olika ljusstyrka i olika riktningar; ljusstyrkan måste vara tillräcklig i hela sektorn. Också de vertikala lysvinklarna (olika för segel- och motorbåt) bör beaktas.

### Gångljus

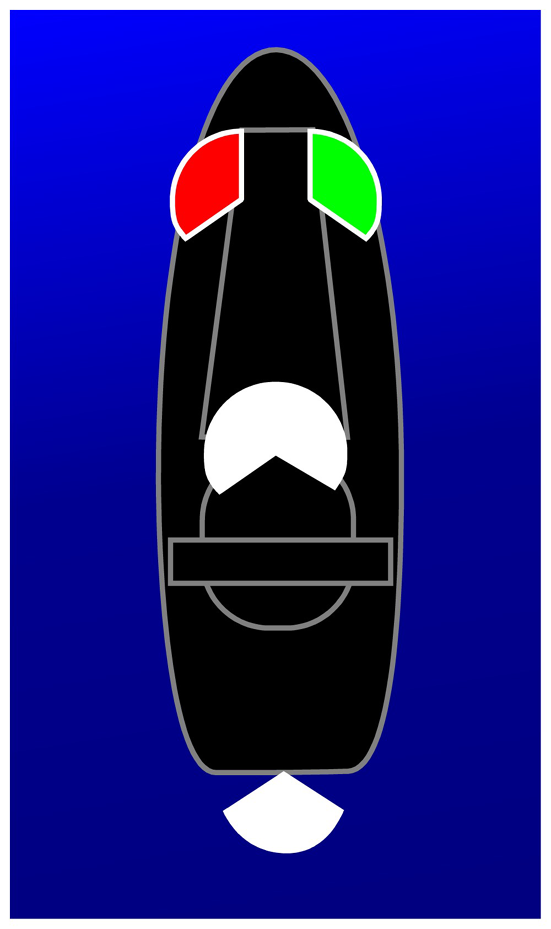
Gångljus: sidolanternor, topplanterna, akterlanterna

Alla fartyg (inklusive båtar, sjöflygplan etc.) som är under gång i mörker eller under nedsatt sikt ska föra gångljus:
Sidolanternor, vilka lyser med rött sken på babordsidan och grönt på styrbordsidan; sitter ofta på däckshusets sidor eller i vanten och lyser 112,5 grader på respektive sida, så att bara ett i taget är synligt, utom i en smal sektor förut (högst 6°).
Akterlanterna även kallad akterljus, en lanterna med vitt ljus placerad så nära aktern som möjligt.  Akterlanternan har en lysvinkel av 135° och placeras så att ljuset lyser från rätt akterut till 67,5° på ömse sidor om fartygets centrumlinje. På segelfartyg med en längd understigande 12 meter får sido- och akterlanternor ingå i en sammansatt mastlanterna.
Ett maskindrivet fartyg (inkl. båt etc.) skall dessutom föra en eller två:

Topplanternor med vitt sken, som sitter högre än de övriga, den aktre högre än den förliga, och lyser föröver i en 225 graders sektor. Fartyg över 50 meter skall ha två topplanternor, på mindre fartyg räcker en. Segelbåtar som använder sin motor räknas som maskindrivna fartyg och skall alltså föra topplanterna, varför topplanternan inte skall placeras så att den skyms av de segel som kan tänkas användas samtidigt med maskinen.
Med dessa lanternor kan man avgöra andra fartygs kurs tillräckligt väl för att avgöra vem som är väjningspliktig, givet att båda fartygen är maskindrivna och inte har speciella begränsningar. Ett ensamt vitt ljus betyder att man skall anse sig som omkörande och därmed väjningspliktig, ett rött ljus (eventuellt tillsammans med andra) att det andra fartyget kommer från styrbord och man är väjningspliktig (om risk för närsituation föreligger), ett grönt att fartyget kommer från babord och alltså är väjningspliktigt och rött och grönt invid varandra att fartyget har kurs rakt mot en och man skall väja mot styrbord.
Lanternornas lysvinklar härstammar från den tidigare streckindelningen.
Exempelvis skall en sidolanterna visa ett ljus 2 streck, det vill säga 22,5 grader, akter om tvärs.
Små segel- och motorbåtar (under 12 m) kan ha kombinationslanternor – röd/grön sidolanterna monterad i fören, vitt rundstrålande toppljus plus sidoljus eller (segelbåtar som inte använder motorn) vit/röd/grön kombinationslanterna i masttoppen.
För båtar under 7 meter gäller speciella lättnader i reglerna: om sådana små segel- och roddbåtar inte kan visa de ljus som annars föreskrivs räcker det att de har ett vitt ljus tillhands att visa i god tid vid behov, för sådana motorbåtar räcker det, om de inte kan föra föreskrivna ljus och inte kan gå snabbare än 7 knop att föra ett runtvisande vitt ljus. I svenskt inre farvatten skall båt som endast visar vitt ljus enligt dessa undantag om möjligt hållas väl ur vägen för andra fartyg.

### Ankarljus
Fartyg för ankar där annan trafik kan förekomma skall föra ankarljus: en runtlysande vit lanterna högt placerad i fartygets mast. Fartyg längre än 50 meter skall föra två ankarlanternor, dels den förliga men också en akterut lägre än den förliga. Större fartyg för ankar belyser också däcken.
Fartyg på grund visar utöver ankarljusen ljus för icke manöverfärdigt fartyg.
I inre farvatten finns lättnader gällande kravet på ankarljus, så att båtar i Finland och Sverige inte behöver föra ankarljus i småbåtshamnar och liknande (beskrivningarna av var ankarljus inte behövs skiljer sig något).

### Manöverljus
Fartyg kan vara försedda med ett runtlysande vitt ljus att använda samman med vissla för att ange att fartyget ändrar sin kurs styrbord eller babord hän (en respektive två blinkar) eller att dess propeller arbetar för back (tre blinkar).

### Övriga skeppsljus
Utöver gångljus, ankarljus och manöverljus finns speciella kombinationer av i allmänhet runtlysande lanternor. I vissa fall ersätts gångljusen helt eller delvis av specialljusen. Specialförhållandena visas i allmänhet dagtid med signalfigurer (svarta bollar, cylindrar, romber eller koner, vanligen upphängda i främre delen av fartyget).
Mindre båtar är i allmänhet befriade från att ha dessa specialljus installerade, om de inte är avsedda att användas i en syssla där ljusen behövs. Ofta förutsätts ljusen för att andra fartyg skall bli väjningspliktiga.
Några exempel på speciella lanternkombinationer:
- icke manöverfärdigt fartyg (maskinhaveri eller liknande): två röda ljus över varandra
- fartyg med begränsad manöverförmåga (kabelläggning, sjömätning, lastning etc.): rött, vitt och rött ljus över varandra
- fartyg begränsat av sitt djupgående: tre röda ljus över varandra

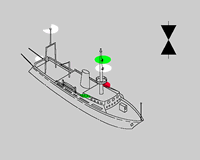
Trålare som gör fart genom vattnet under trålning

- Trålare som gör fart genom vattnet under trålningtrålare i arbete: grönt ljus över vitt, därtill sidolanternor, akterlanterna och eventuell aktre topplanterna då trålaren gör fart genom vattnet
- nätfiske: rött ljus över vitt, eventuellt extra vitt ljus som visar åt vilket håll hindret (nätet) ligger ("red over white, fishing by night")
- segelfartyg för segel (utan motor): gångljus utom topplanternor, därtill eventuellt rött ljus över grönt i masttoppen (då sidolanternorna ofta syns dåligt till havs)
- bogsering: extra gul akterlanterna, extra vit topplanterna, två extra topplanternor om släpet är över 200 meter långt, därtill sidoljus och akterlanterna på släpet.
- minröjning: tre gröna ljus i triangel (från sidan syns två över varandra)
- linfärja i svenska och landsvägsfärja i finska inre farvatten: tre röda ljus i triangel (förifrån syns två över varandra). Det är också vanligt att linfärjor för varningsljus dagtid, i form av roterande gult ljus eller gult blixtljus.[förtydliga]
- lotsfarkost i tjänst: vitt över rött ("white over red, pilot ahead")

Enligt de nationella bestämmelserna i Sverige och Finland får utryckningsfartyg, till exempel sjöräddningsfarkoster, sjuktransporter, polis och kustbevakning, under brådskande tjänsteutövning i svenskt vatten och i inre farvatten i Finland föra ett runtlysande blått snabblixtljus, vilket inte påverkar de formella väjningsreglerna eller ger frihet att bryta andra bestämmelser för sjötrafik. Utryckningsfordon är dock befriade från att följa vissa begränsningar.
För att ange riktningen till fara används också lanternor, till exempel vid muddring två röda ljus över varandra och vid nätfiske ett vitt ljus.
På örlogsfartyg används befälsljus för att ange tjänsteställning på chef ombord. Dessa ljus regleras inte i Sjövägsreglerna, annat än att de inte får vara sådana att de kan förväxlas med där föreskrivna ljus.

### Krav för olika båttyper
Segelfartyg (och segelbåtar) för vit topplanterna endast då de använder (också) motor och därmed betraktas som maskindrivna fartyg. Övriga fartyg andra är väjningspliktiga gentemot för röda och gröna lanternor vid sidan om eller istället för topplanternan, enligt regler för den specifika situationen. Vissa små långsamma båtar är befriade från att föra sidoljus.
Ett fartygs storlek kan inte direkt avläsas ur lanternorna, då också båtar och mindre fartyg får föra ljus som större fartyg; ett större fartyg är väjningspliktigt gentemot ett mindre enligt samma kriterier som gentemot ett jämnstort fartyg. I de fall mindre fartyg är skyldiga att hålla undan för större gäller det att hålla undan i god tid, innan de egentliga väjningsreglerna gäller.
Lättnaderna vad gäller småbåtar är delvis reglerade i sjövägsreglerna, delvis i reglerna för inre farvatten. Lanternor som räcker i svenskt inre farvatten behöver inte räcka i kustfart, på internationellt vatten eller i grannländernas inre farvatten.
Avstånden som lanternorna skall synas anges med antagande om att sikten är 13 nautiska mil (24 km, god sikt) och med visst tröskelvärde för hur väl de skall synas.

#### Roddbåt
Roddbåtar behöver inte vara utrustade med fast monterade lanternor men ska i mörker ha möjlighet att visa en tänd lampa med vitt ljus, exempelvis handlampa, som i god tid ska tändas för att varsko annalkande fartyg för att undvika en kollision.

#### Motorbåt under 7 meter och 7 knop
Motorbåtar under 7 meter som har en maximal fart på högst 7 knop behöver endast föra ett runtlysande vitt ljus. Ljuset skall synas minst 2 nautiska mil. Inget hindrar dock att båtar med denna klassning även för sidolanternor, röd (babord) respektive grön (styrbord) för ökad sjösäkerhet. Motorbåt som endast för en vit lanterna skall enligt SjöTK 2 kap. 14 § i svenskt inre vatten hålla väl undan för andra fartyg.

#### Motorbåt under 12 m
Motorbåt under 12 meter skall föra vit topplanterna som syns minst två nautiska mil, röd och grön sidolanterna samt vit akterlanterna som alla skall synas minst en nautisk mil. Den vita topplanternan och akterlanternan får även föras som en enda runtomlysande lanterna med vitt ljus som syns minst två nautiska mil. Topplanterna eller vit runtlysande lanterna skall placeras minst en meter ovanför sidolanternorna, i finska inre farvatten räcker i vissa fall en halv meter.

#### Motorbåt 12–20 meter
Motorbåt på 12–20 meter skall föra topplanterna synlig minst tre nautiska mil. Lanternan placeras minst 2,5 meter ovanför relingen och minst 1 meter ovanför sidolanternorna. Sido- och akterlanternor ska vara synliga minst två nautiska mil. Sidoljusen får även föras i en sammansatt lanterna.

#### Segelbåt under 7 m
Segelbåt under 7 meter som inte framdrivs med motor bör föra sido- och akterlanterna om det är praktiskt möjligt med hänsyn till strömförsörjningen, men det räcker med en lanterna med vitt ljus. Sistnämnda ljus måste visas i så god tid som möjligt för att undvika kollision.

#### Segelbåt under 12 m
Segelbåt under 12 meter som seglar kan föra sidolanternor som syns minst en nautisk mil och akterlanterna som syns minst två nautiska mil eller en sammansatt lanterna, i eller nära masttoppen, som visar rött, grönt och vitt ljus i de rätta sektorerna. Sistnämnda lanterna är mest praktisk vid segling då den syns bäst och förbrukar mindre ström, men måste kompletteras med lanternor för maskinfart. Sidolanternor kan antingen föras separat eller i en sammansatt lanterna som placeras i stäven vid förpulpiten.

#### Segelbåt 12–20 m
Segelbåt mellan 12 och 20 meter som seglar skall föra samma lanternor som segelbåtar under 12 meter, men samtliga lanternor skall synas minst 2 nautiska mil.

## Lanternor inom luftfart
Inom luftfarten placeras lanternorna på ett liknande sätt som inom sjöfarten, med en röd lanterna på främre delen av den vänstra vingens ända, en grön på den högra vingens och en vit så långt bak som möjligt på stjärten eller vardera vingens ända. Dessutom har flygen blinkande positionsljus.